# I liga czarnogórska w piłce siatkowej mężczyzn (2012/2013)
I liga czarnogórska w piłce siatkowej mężczyzn 2012/2013 – 7. sezon rozgrywek o mistrzostwo Czarnogóry organizowany przez Czarnogórski Związek Piłki Siatkowej (czar. Odbojkaški savez Crne Gore, OSCG). Zainaugurowany został 27 października 2012 roku i trwał do 20 marca 2013 roku.
W rozgrywkach wzięły udział cztery zespoły. W porównaniu do sezonu 2011/2012 do ligi nie zgłosiły się następujące kluby: Ibar Rožaje, Studentski Centar Podgorica, Sutjeska Nikšić oraz Volley Star Nikšić.
Mistrzem Czarnogóry piąty raz z rzędu został klub Budvanska Rivijera Budva, który w finale fazy-play-off pokonał klub Budućnost Podgorica.
W sezonie 2012/2013 w Lidze Mistrzów Czarnogórę reprezentował klub Budvanska Rivijera Budva, który otrzymał dziką kartę.

## System rozgrywek
- Faza zasadnicza: W fazie zasadniczej cztery zespoły rozegrały ze sobą systemem kołowym po cztery spotkania. Miejsce zajęte w fazie zasadniczej przez daną drużynę decydowało o rozstawieniu w fazie play-off.
- Faza play-off: Faza play-off składała się z półfinałów i finałów. Mecze półfinałowe grane były do dwóch zwycięstw, natomiast finały do trzech zwycięstw.

## Drużyny uczestniczące
| | I liga czarnogórska 2012/2013 |   |    |
| --- | ----------------------------- | - | -- |
| BRI | Budvanska Rivijera Budva      | 1 | LM |
| POD | Budućnost Podgorica           | 2 |    |
| JBP | Jedinstvo Bijelo Polje        | 4 |    |
| MOR | Mornar Bar                    | 5 |    |
| Oznaczenia: - kolumna pierwsza – skróty nazw drużyn wpisane na mapie (jeśli ta została zamieszczona), - kolumna trzecia – miejsce zajęte przez daną drużynę w poprzednim sezonie. |                               |   |    |

## Faza zasadnicza

### Tabela wyników
| Gospodarz \ Gość1        | BRI | POD | JBP | MOR |
| Budvanska Rivijera Budva |     | 3:2 | 3:0 | 3:0 |
| Budućnost Podgorica      | 0:3 |     | 3:0 | 3:0 |
| Jedinstvo Bijelo Polje   | 0:3 | 0:3 |     | 3:0 |
| Mornar Bar               | 0:3 | 0:3 | 0:3 |     |

| Gospodarz \ Gość1        | BRI | POD | JBP | MOR |
| Budvanska Rivijera Budva |     | 3:1 | 3:0 | 3:0 |
| Budućnost Podgorica      | 1:3 |     | 3:0 | 3:0 |
| Jedinstvo Bijelo Polje   | 0:3 | 0:3 |     | 3:0 |
| Mornar Bar               | 0:3 | 0:3 | 1:3 |     |

### Tabela fazy zasadniczej
| Lp. | Drużyna                  | Pkt | Mecze | Mecze | Mecze | Rodzaj wyniku | Rodzaj wyniku | Rodzaj wyniku | Rodzaj wyniku | Rodzaj wyniku | Rodzaj wyniku | Sety | Sety | Sety  | Małe punkty | Małe punkty | Małe punkty |
| Lp. | Drużyna                  | Pkt | M     | W     | P     | 3:0           | 3:1           | 3:2           | 2:3           | 1:3           | 0:3           | wyg. | prz. | stos. | zdob.       | str.        | stos.       |
| --- | ------------------------ | --- | ----- | ----- | ----- | ------------- | ------------- | ------------- | ------------- | ------------- | ------------- | ---- | ---- | ----- | ----------- | ----------- | ----------- |
| 1   | Budvanska Rivijera Budva | 35  | 12    | 12    | 0     | 9             | 2             | 1             | 0             | 0             | 0             | 36   | 4    | 9     | 980         | 616         | 1.591       |
| 2   | Budućnost Podgorica      | 25  | 12    | 8     | 4     | 8             | 0             | 0             | 1             | 2             | 1             | 28   | 12   | 2.333 | 923         | 721         | 1.28        |
| 3   | Jedinstvo Bijelo Polje   | 12  | 12    | 4     | 8     | 3             | 1             | 0             | 0             | 0             | 8             | 12   | 25   | 0.48  | 682         | 852         | 0.8         |
| 4   | Mornar Bar               | 0   | 12    | 0     | 12    | 0             | 0             | 0             | 0             | 1             | 11            | 1    | 36   | 0.028 | 528         | 924         | 0.571       |

Źródło: oscg.me
Punktacja: 3:0 i 3:1 – 3 pkt; 3:2 – 2 pkt; 2:3 – 1 pkt; 1:3 i 0:3 – 0 pkt
Zasady ustalania kolejności: 1. liczba punktów; 2. stosunek setów; 3. stosunek małych punktów; 4. bilans w bezpośrednich meczach
     faza play-off

## Faza play-off

### Drabinka
|  |           |                          |           |                     |           |   |   |                          |        |        |        |        |        |        |
|  | Półfinały | Półfinały                | Półfinały | Półfinały           | Półfinały |   |   | Finały                   | Finały | Finały | Finały | Finały | Finały | Finały |
|  | Półfinały | Półfinały                | Półfinały | Półfinały           | Półfinały |   |   | Finały                   | Finały | Finały | Finały | Finały | Finały | Finały |
|  |           |                          |           |                     |           |   |   |                          |        |        |        |        |        |        |
|  |           |                          |           |                     |           |   |   |                          |        |        |        |        |        |        |
|  | 1         | Budvanska Rivijera Budva | 3         | 3                   |           |   |   |                          |        |        |        |        |        |        |
|  | 1         | Budvanska Rivijera Budva | 3         | 3                   |           |   |   |                          |        |        |        |        |        |        |
|  | 4         | Mornar Bar               | 0         | 0                   |           |   |   |                          |        |        |        |        |        |        |
|  | 4         | Mornar Bar               | 0         | 0                   |           |   | 1 | Budvanska Rivijera Budva | 3      | 3      | 3      |        |        |        |
|  |           |                          |           |                     |           |   | 1 | Budvanska Rivijera Budva | 3      | 3      | 3      |        |        |        |
|  |           |                          | 2         | Budućnost Podgorica | 1         | 1 | 0 |                          |        |        |        |        |        |        |
|  | 2         | Budućnost Podgorica      | 2         | Budućnost Podgorica | 1         | 1 | 0 | 3                        | 3      |        |        |        |        |        |
|  | 2         | Budućnost Podgorica      |           |                     |           |   |   |                          |        |        |        |        |        |        |
|  | 3         | Jedinstvo Bijelo Polje   | 0         | 0                   |           |   |   |                          |        |        |        |        |        |        |
|  | 3         | Jedinstvo Bijelo Polje   | 0         | 0                   |           |   |   |                          |        |        |        |        |        |        |
|  |           |                          |           |                     |           |   |   |                          |        |        |        |        |        |        |

### Półfinały
(do dwóch zwycięstw)
|            | Budvanska Rivijera Budva | 2 – 0                   | Mornar Bar               |
| Data       | Gospodarz                | Rezultat                | Gość                     |
| ---------- | ------------------------ | ----------------------- | ------------------------ |
| 04.03.2013 | Budvanska Rivijera Budva | 3:0 (25:12, 25:9, 25:4) | Mornar Bar               |
| 06.03.2013 | Mornar Bar               | 0:3 (9:25, 7:25, 9:25)  | Budvanska Rivijera Budva |

|            | Budućnost Podgorica    | 2 – 0                     | Jedinstvo Bijelo Polje |
| Data       | Gospodarz              | Rezultat                  | Gość                   |
| ---------- | ---------------------- | ------------------------- | ---------------------- |
| 06.03.2013 | Jedinstvo Bijelo Polje | 0:3 (16:25, 29:31, 18:25) | Budućnost Podgorica    |
| 08.03.2013 | Budućnost Podgorica    | 3:0 (25:20, 25:16, 28:26) | Jedinstvo Bijelo Polje |

### Finał
(do trzech zwycięstw)
|            | Budvanska Rivijera Budva | 3 – 0                            | Budućnost Podgorica      |
| Data       | Gospodarz                | Rezultat                         | Gość                     |
| ---------- | ------------------------ | -------------------------------- | ------------------------ |
| 13.03.2013 | Budvanska Rivijera Budva | 3:1 (25:15, 25:22, 21:25, 25:18) | Budućnost Podgorica      |
| 17.03.2013 | Budućnost Podgorica      | 1:3 (25:20, 16:25, 15:25, 16:25) | Budvanska Rivijera Budva |
| 20.03.2013 | Budvanska Rivijera Budva | 3:0 (25:17, 25:23, 25:18)        | Budućnost Podgorica      |

## Klasyfikacja końcowa
| Lp.                     | Drużyna                  |
| ----------------------- | ------------------------ |
| 1                       | Budvanska Rivijera Budva |
| 2                       | Budućnost Podgorica      |
| 3                       | Jedinstvo Bijelo Polje   |
| 4                       | Mornar Bar               |
| Liga Mistrzów 2013/2014 |                          |